# Huile de coude

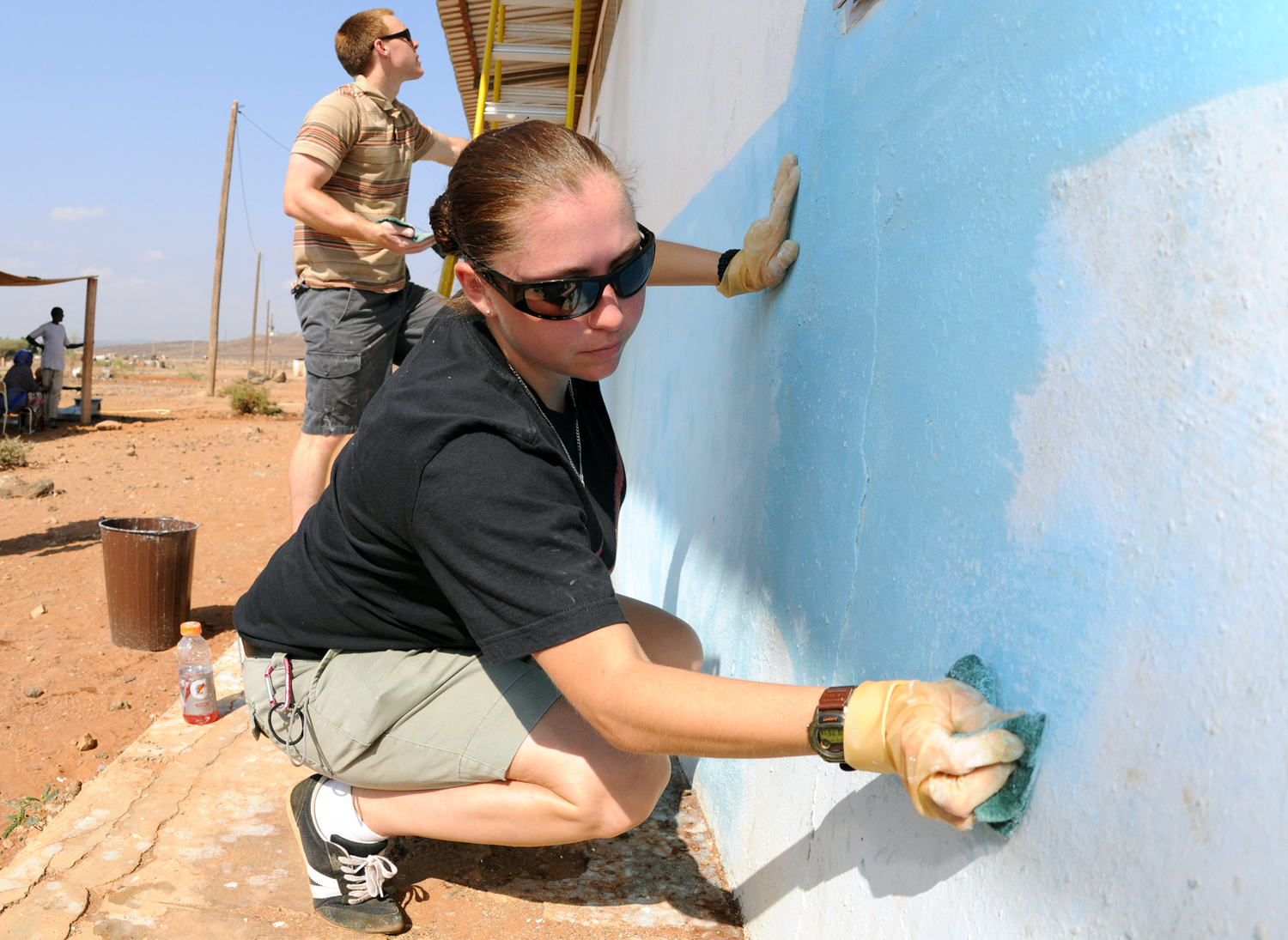
Mise en œuvre d'huile de coude dans la rénovation d'une école rurale à Djibouti.

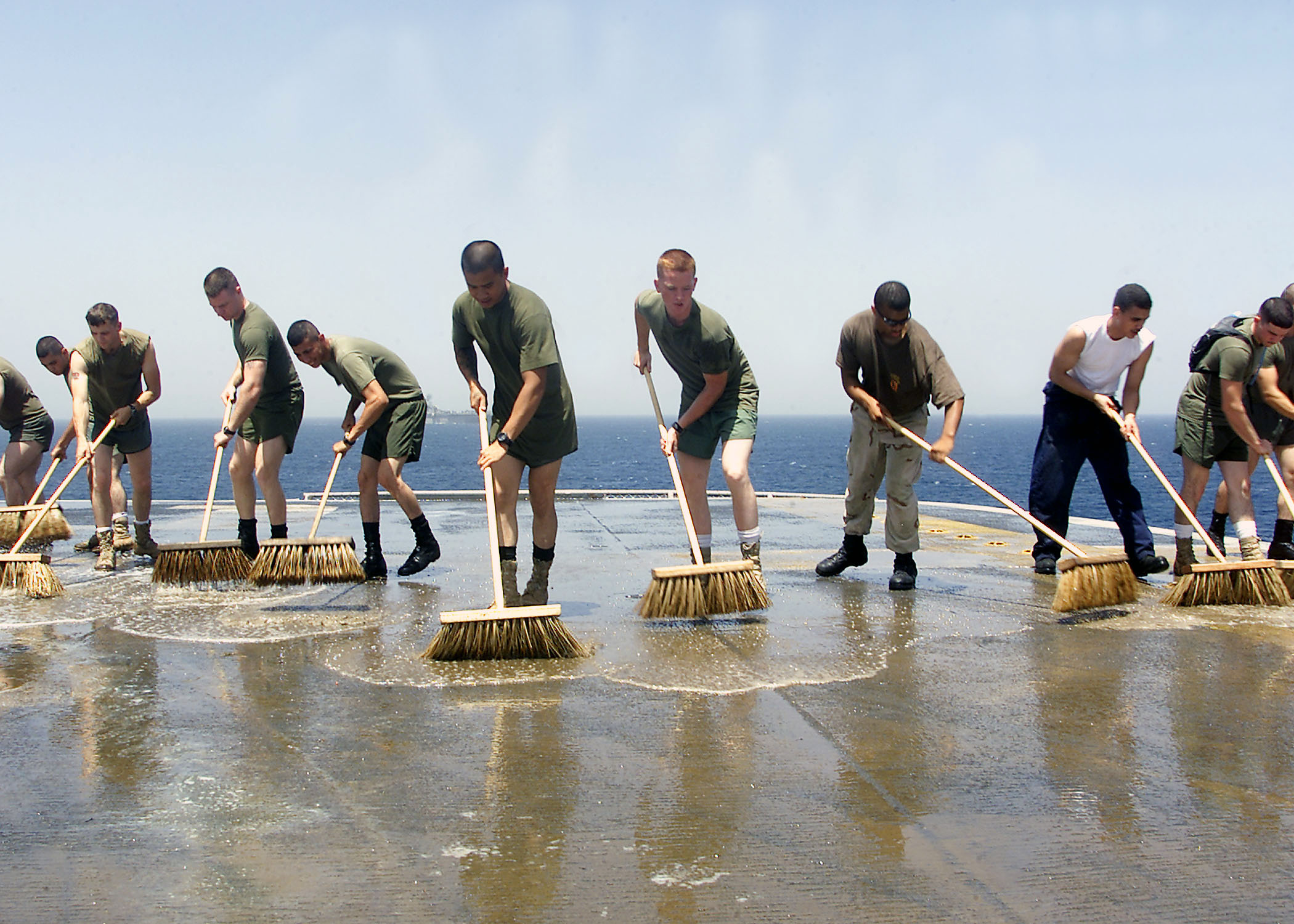
Mise en œuvre d'huile de coude dans le lavage du pont supérieur d'un porte-avions.

« Huile de coude » est un idiotisme employé pour évoquer l'énergie à consacrer à un travail nécessitant un effort. L'expression « ajouter de l'huile de coude » est utilisée par analogie avec « mettre de l'huile dans les rouages » signifiant qu'un système fonctionnera mieux avec l'adjonction d'un lubrifiant, le lubrifiant étant ici la diplomatie et là la force musculaire et par extension le courage opposé à la paresse.
L'expression est couramment employée à titre de plaisanterie par les maîtres d'apprentissage envoyant un jeune chercher de l'« huile de coude » dans un négoce. Chaque vendeur dira à l'apprenti qu'il en trouvera chez un autre marchand. Cette sorte de chasse au dahu se poursuit jusqu'à ce que l'apprenti renonce ou qu'il ait fait le tour des magasins susceptibles de lui fournir de l'« huile de coude ».
Dans la marine des États-Unis l'« Elbow grease » (huile de coude) est une farce d'humour potache. Elle nécessite une collusion entre les officiers et le magasin d'approvisionnement. Un jeune marin reçoit de son supérieur un bon de commande pour de la « Grease, Elbow » (huile de la marque « Coude »). Les commis d'intendance l'envoient d'un magasin à l'autre sur tout le bateau. Le dernier l'informe qu'il a justement livré la veille la dernière cuve d'« elbow grease » à la salle des machines. Les marins de la salle des machines lui disent qu'ils n'en ont utilisé qu'un petit peu et qu'ils ont donné le reste au pont supérieur. Lorsque le jeune marin réalise la plaisanterie, il réalise aussi qu'il a ainsi fait le tour complet du navire.
Dans la série Red vs. Blue, deux soldats Rouges demandent à leur nouvelle recrue d'aller chercher de l'« Elbow grease and headlight fluid » (de l'huile de coude et de la graisse pour le phare) au magasin. La blague prend un tour inattendu lorsque la recrue, prenant la base ennemie pour le magasin, demande le drapeau ennemi à la recrue d'en face.